# Shenyang WS-15
Le WS-15 (chinois : 涡扇-15 ; pinyin : Wōshàn-15, signifiant « Turbofan-15 »), nom de code « Emei », est un turboréacteur à double flux et double corps chinois conçu par le Shenyang Aeroengine Research Institute (en) et produit par la Xi'an Aero-Engine Corporation (en). Il devrait équiper les exemplaires de série du chasseur chinois de 5e génération Chengdu J-20,,, et lui procurer la capacité de supercroisière.

## Conception et développement
Le développement du WS-15 commença au cours des années 1990. La poussée produite visée par les concepteurs fut rapportée comme étant fixée à 180 kN en 2012. En 2005, le moteur fut testé avec succès sur banc d'essai. En 2009, on apprit que le prototype était capable de produire une poussée de 160 kN et d'obtenir un rapport poussée/masse de 9 pour 1.
Fin 2018, le moteur n'est toujours pas au point, jugé selon un article du South China Morning Post « encore très instable ». Les ingénieurs ne seraient pas parvenus à identifier la source principale des problèmes.

## Versions
- WS-15 : Version devant équiper le J-20 de série ;
- SF-A : Le SF-A est un turboréacteur à double flux à fort taux de dilution en cours de développement par le même groupe que le WS-15, dont il reprend le cœur. Il aurait été conçu pour le transporteur stratégique Xian Y-20 et l'avion de ligne civil Comac C919, avec une poussée de 127 kN. Le lancement de sa production en série était prévu pour 2016[8] mais sa mise en service est reportée à au minimum 2020.

## Applications
- Chengdu J-20[1],[2]